# Вельтман, Александр Фомич
Алекса́ндр Фоми́ч Ве́льтман (8 [20] июля 1800, Санкт-Петербург — 11 [23] января 1870, Москва) — российский картограф, лингвист, археолог, поэт и писатель. Участник Русско-турецкой войны 1828—1829 годов, подполковник.
Начальник Исторического отделения Главной квартиры армии (1826—1831). Директор Московской Оружейной палаты (1852—1870), действительный статский советник. Член-корреспондент Петербургской Академии наук (1854 год), действительный член Русского археологического общества (1869 год).
Родоначальник жанра исторического фэнтези, одним из первых в мировой литературе применил приём путешествия во времени. Редактор и один из авторов «Древностей Российского государства», переводчик «Слова о полку Игореве». Издатель альманаха «Картины света» (1836—1837), главный редактор журнала «Москвитянин» (1849). Организатор московских литературных четвергов.

## Происхождение и семья
Александр Вельтман происходил из обедневшей шведской дворянской семьи Вельдманов. Его дед Теодор жил в Ревеле. Отец Томас (умер 13 июля 1821 года) в 1787 году принял русское подданство, начав именоваться Фомой Фёдоровичем, и покинул отчий дом. За этот поступок он был лишён наследства, после чего поступил вахмистром в Ревельскую губернскую штатную роту.

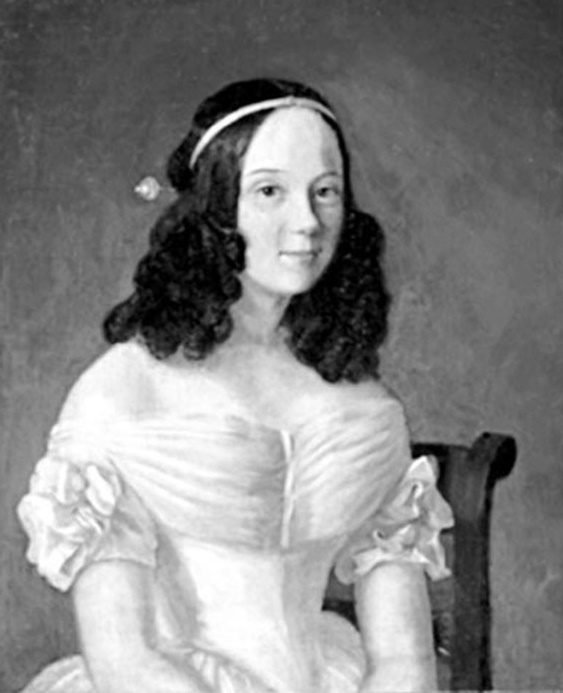
Вторая жена Елена Кубе

Мать, Мария Петровна Колпаничева (умерла в 1816), была дочерью придворного. Родители А. Ф. Вельтмана поженились в конце 1799 года, Александр стал их первенцем. Помимо него, у Вельдманов были сыновья Николай (1805—1818) и Василий (1814—1832), а также дочь Елизавета (родилась в 1810). С момента смерти отца в 1821 году и до выхода Александра Фомича в отставку в 1831 году несовершеннолетние Елизавета и Василий находились на воспитании у родственников, Фёдора Ивановича и Авдотьи Михайловны Евреиновых, за что писатель посвятил им свою повесть «Беглец».
Первым браком Александр Фомич сочетался в 1832 году со своей троюродной сестрой Анной Павловной Вейдель (1812—1847), от которой имел дочь Надежду (родилась в 1837), родившую ему в 1862 году внука.
После смерти первой супруги Вельтман женился 24 февраля 1850 года на писательнице Елене Ивановне Кубе (1816—1868), которая родила ему сына и дочь.
Среди других известных родственников Вельтмана следует упомянуть родственницу по матери Ирину Семёновну Юрьеву (мать А. Ф. Кони). В некоторых источниках Александра Фомича называют её дядей; по крайней мере, осиротев, она какое-то время жила в его доме.

## Биография
К моменту рождения Александра отец его служил в Санкт-Петербургской военной команде. Появление сына заставило его покинуть военную службу. В октябре 1800 года Фома Вельдман в чине титулярного советника назначен капитан-исправником в Тотьму, где семья и прожила почти 3 года. В середине 1803 года глава семьи получил назначение комиссаром квартирной экспедиции, и семейство переехало в Москву.

### Учёба (1808—1817)
Вельдманы жили скудно, с 8 лет их первенец учился в лютеранских пансионах для неимущих Плеско и Гейдена. В 1811 году его удалось устроить в Московский университетский благородный пансион, но занятия были прерваны Отечественной войной 1812 года.
После бегства из сожжёной французами Москвы в Кострому семья Вельдманов была разорена. Тогда юный Александр решил преподнести свою трагедию «Пребывание французов в Москве» военному губернатору города Ф. В. Ростопчину. Такой шаг возымел действие, и в 1814 году юноша зачислен в пансион кандидатов Московского университета братьев Ивана и Алексея Петровичей Терликовых.
После смерти матери в 1816 году Александра определили в московское Училище колонновожатых (прообраз Академии Генштаба). В это время материальное положение семьи настолько бедственно, что 17-летний молодой человек пишет учебник «Начальные основания арифметики», чтобы вырученными от его продажи средствами поддержать семью. В ноябре 1817 года Александр выпущен из Училища прапорщиком в свиту Его Императорского Величества по квартирмейстерской части (название российского Генштаба до 1827 года).

### Служба в Бессарабии (1818—1831)
Первоначально Александр был прикомандирован к 1-й армии М. Б. Барклая-де-Толли. До заступления на военную службу он упорядочил свои ранние литературные опыты, составив «Собрание первоначальных сочинений Александра Вельдмана», с решением не публиковать по причине их несовершенства.
В марте 1818 года Вельтман переведён во 2-ю армию П. Х. Витгенштейна и отправлен в Тульчин (Бессарабия) для службы в военно-топографической комиссии. Бессарабия только в 1812 году вошла в состав империи, в 1817—1819 годах как раз проводились наиболее интенсивные работы по её картографированию. Бессарабская съёмка была особо выделена в ходе празднования 30-летия Корпуса топографов, а среди отличившихся в ней был назван штабс-капитан Вельтман.
В период вспышки чумы в 1819 году Александр Фомич руководил размещением кордонной стражи по реке Прут. Проводил топографические съёмки Буджака, рекогносцировку северной части Бессарабии, составил семитопографическую карту. В апреле 1821 года был произведён в подпоручики. За участие в подготовке и проведении манёвров 2-й армии в 1823 году получает чин поручика, за съёмки Бессарабии награждается бриллиантовым перстнем. В том же году получает назначение обер-квартирмейстером 6-го пехотного корпуса. Продолжает участвовать в межевых работах в Бессарабии и Херсоне.
В период службы в Бессарабии, с середины 1820-х годов, стал употреблять свою фамилию в новой форме Вельтман. Там же Александр Фомич проникся оппозиционными настроениями под влиянием своих близких друзей будущих декабристов В. Ф. Раевского, М. Ф. Орлова, П. И. Фаленберга. К сентябрю 1820 года относится его знакомство с сосланным в Кишинёв А. С. Пушкиным. В 1825 году Вельтман командирован для организации усиления пограничной цепи по всей турецкой границе, что избавило его от участия в восстании декабристов. За успешно выполненное задание награждается орденом Св. Анны III степени.
В 1826 году Вельтман возглавляет топосъёмку Бессарабии, по окончании работ получает чин штабс-капитана и назначение старшим адъютантом главного штаба 2-й армии. Кроме того, он становится начальником Исторического отделения Императорской Главной квартиры.
В период Русско-турецкой войны 1828—1829 годов Вельтман отличился при форсировании Дуная, за что был награждён орденом св. Владимира IV степени. Во время осады Шумлы выполнил особое задание. 20 сентября 1828 года участвовал в сражении при Кадикиой. В более удачной кампании 1829 года участвовал в осаде Силистрии, 30 мая в Кулевчинском сражении, за проявленное в нём мужество получил чин капитана.
Будучи не согласен с переводом в Отдельный Оренбургский корпус, 22 января 1831 года в чине подполковника ушёл по болезни в отставку и поселился в Москве.

### Занятия литературой и наукой (1831—1870)

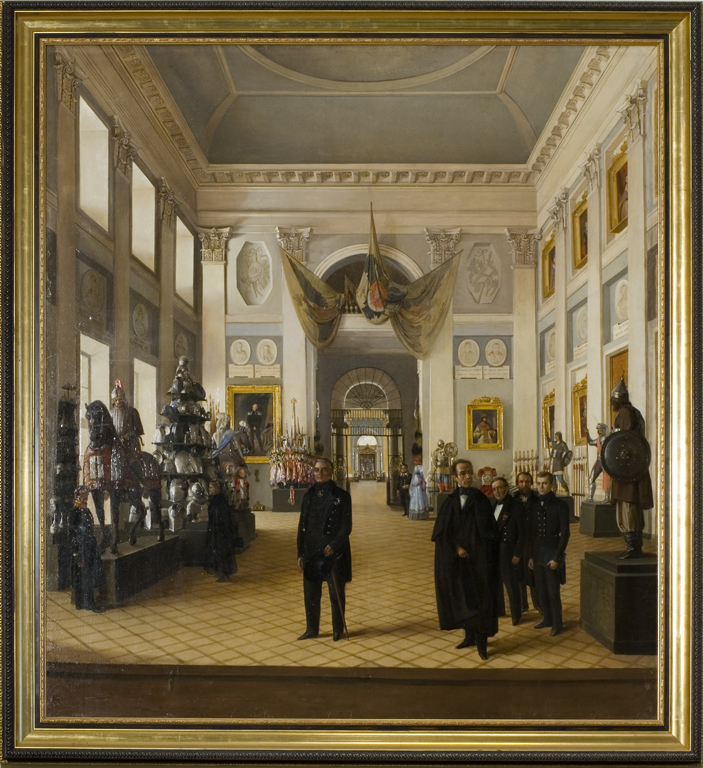
Бурдин Н. А. Оружейная палата в Кремле. Групповой портрет сотрудников во главе с М. Н. Загоскиным и А. Ф. Вельтманом (1846 год)

В 1832 году в жизни писателя произошли коренные изменения: он женился и опубликовал роман «Странник», принёсший ему известность как беллетристу. С этого момента Александр Фомич каждый год публикует романы или сборники повестей, однако гонорары и пенсия недостаточны для поддержания необходимого уровня жизни, и в мае 1833 года он поступает секретарём в коммерческий суд. Правда, проработал там всего год, после чего отдаётся литературе, а немного позже занимается усердно и историей.
По четвергам у него начинают проводиться еженедельные литературные вечера, которые посещают М. Н. Загоскин, В. И. Даль, И. И. Срезневский, Л. А. Мей, А. Н. Островский, Н. В. Берг, Н. Ф. Щербина, В. В. Пассек, В. П. Горчаков и многие другие. Ещё в 1833 году Вельтман становится членом Общества любителей российской словесности, в 1836 году — членом Общества истории и древностей Российских, в 1839 году — членом Одесского общества истории и древностей.
Популярность автора приводит к тому, что в 1837 году выходит подделка под его произведение, называвшаяся «Ротмистр Чернокнижник, или Москва в 1812 году». Вельтман с самого начала сотрудничал с пушкинским журналом «Современник», в 1836—1837 годах издавал альманах «Картины света». В 1849 году поддался уговорам М. П. Погодина возглавить журнал «Москвитянин», но уже в следующем году передал руководство «молодой редакции» (А. Н. Островский, Е. Н. Эдельсон, Т. И. Филиппов, И. Т. Кокорев, А. А. Григорьев и др.).
В 1842 году по инициативе М. Н. Загоскина стал помощником директора Московской Оружейной палаты, а после смерти последнего в 1852 году назначен её директором. Эту должность Вельтман занимал до конца жизни, завершив службу действительным статским советником. В 1845 году назначен членом комитета издания «Древности Российского государства», где заведовал административной и художественной частью, а также стал автором текста трёх отделений из шести (2, 3 и 5-го). В 1854 году он стал членом-корреспондентом Императорской Санкт-Петербургской Академии наук, в 1861 году — членом-корреспондентом и затем в 1869 году действительным членом Русского археологического общества.
Похоронен Вельтман на кладбище Ново-Алексеевского монастыря (монастырь и кладбище разрушены в 1926 году). Сослуживцы учёного поставили на его могиле памятник из белого мрамора, уменьшенную копию надгробия Ярослава Мудрого.

## Творчество

### Беллетристика

#### Литературный дебют
Свои юношеские литературные опыты автор считал несовершенными. Общение в 1820-х годах в Бессарабии с А. С. Пушкиным подвигло Вельтмана к созданию первых серьёзных произведений, это были повесть в стихах «Беглец», испытавшая влияние «Кавказского пленника» и вышедшая в журнале «Сын отечества» в 1825 году (отдельным изданием в 1831 году), а также драматическая поэма «Муромские леса, или Выбор атамана» (опубликована также в 1831 году). Последняя была инсценирована в 1834 году в Большом театре, а «Песня разбойников» из неё стала впоследствии считаться народной разбойничьей. Наиболее популярен вариант песни на музыку А. Е. Варламова (1832 год), мелодии к песне создавали также И. Иогель и А. Алябьев. Песня вошла в народную героико-романтическую драму «Чёрный Ворон» (записана в 1899 году), была в репертуаре Лидии Руслановой, имеются её контаминации с блатными песнями XX века («Ночка начинается, фонарики качаются»).
В период 1830—1850-х годов А. Ф. Вельтман выпустил 15 крупных романов и два больших сборника повестей. Написанный в жанре путевых заметок участника Русско-турецкой войны 1828—1829 годов роман «Странник» (1831—1832) сделал начинающего писателя знаменитым. Критики были озадачены калейдоскопическим стилем автора, легко перескакивавшего от Александра Македонского до разновидностей молдавских экипажей, однако черту подвёл В. Г. Белинский:

Как бы то ни было, по крайней мере, вы не утомитесь, не соскучитесь от этой книги, прочтете её от начала до конца, без всякого усилия, и это, согласитесь, — большое достоинство. Много ли книг, которые можно читать без скуки, добровольно?

Да и Пушкин усмотрел в немного вычурной болтовне признаки «настоящего таланта». Довоенная советская «Литературная энциклопедия», отражая воззрения того времени (А. Лежнев, Л. Б. Модзалевский, А. Г. Цейтлин, Ю. Гранин), объявила роман подражанием прозе Л. Стерна и К. де Местра. Однако в 1950—1960-е годы эта концепция была пересмотрена; роман стали считать пародийно-фантастическим повествованием, основанным на реальных бытовых и военно-исторических эпизодах, имеющим большое художественное и познавательное значение (Н. Л. Степанов, Г. М. Фридлендер, А. Кидель, В. А. Евзерихина, Л. Н. Оганян, Ю. Д. Левин). Ю. М. Акутин говорит о влиянии романа на «Путевые записки Вадима» В. В. Пассека (1834) и «Поэтическое путешествие по белу свету» О. И. Сенковского (1840), отмечает похожесть некоторых эпизодов в «Герое нашего времени» М. Ю. Лермонтова (1838—1840).

#### Сказка и история

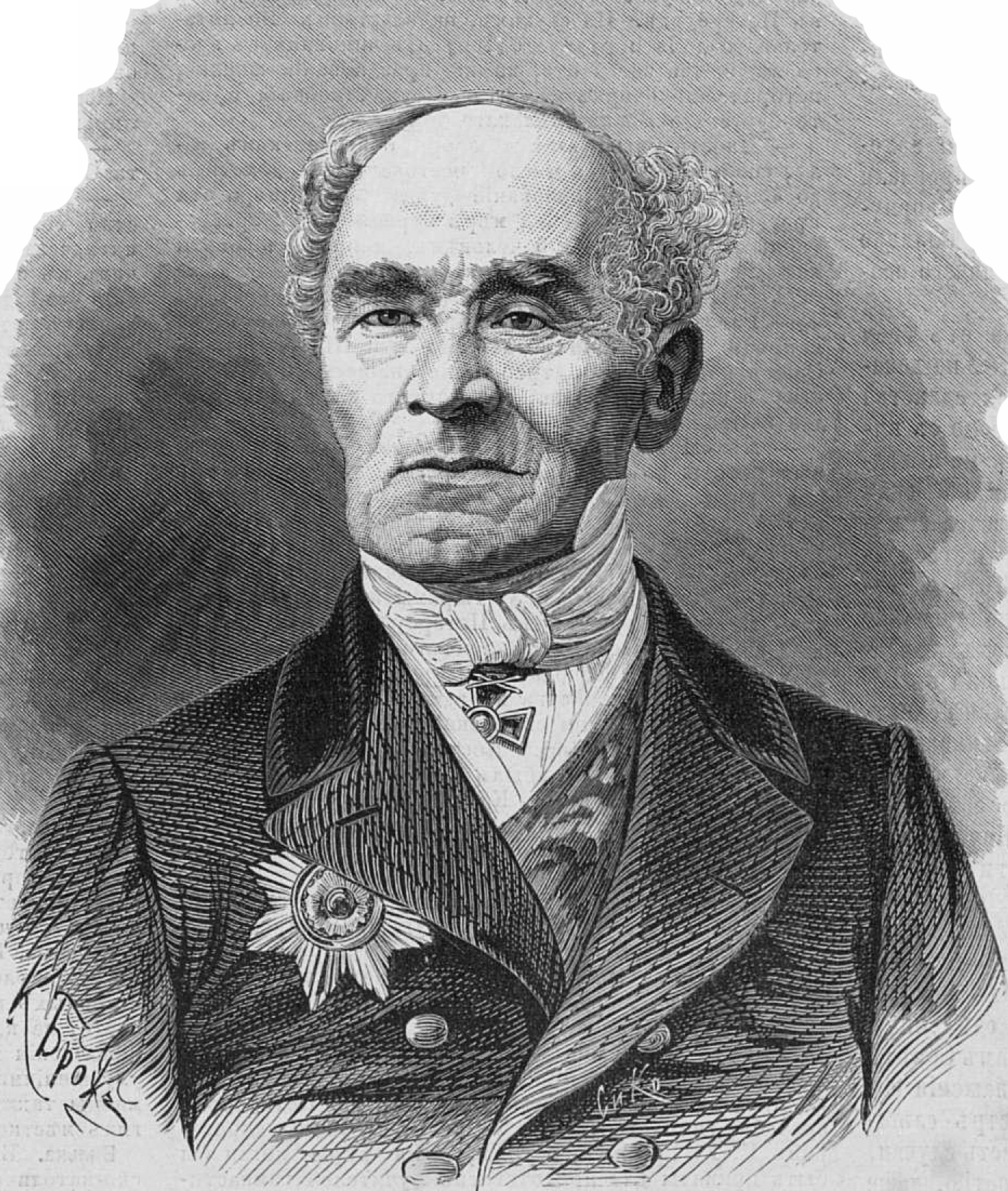
А. Ф. Вельтман, 1860-е годы

«Странник» был задуман Вельтманом как первый том триптиха, содержащего размышления о прошлом, настоящем и будущем человека. Если «Странник» отражал настоящее, то «MMMCDXLVIII год» был посвящён будущему, а «Александр Филиппович Македонский» — прошлому.
Роман «MMMCDXLVIII год. Рукопись Мартына Задека» (1833) отправляет читателя в середину 4-го тысячелетия, в 3448 год. Произведение продолжает жанр утопий XVIII века, отражая передовые идеи русской политической мысли 1820-х годов. Оно близко ко «Сну» А. Д. Улыбышева, прочитанному в 1819 году на заседании близкого к декабристам кружка «Зелёная лампа», но опубликованному после Октябрьской революции, а потому известному только посвящённым. Правда, если большинство утопических книг представляли собой слегка беллетризованные авторские философские концепты, утопия Вельтмана одета в полноценный авантюрный литературный сюжет, что позволяет видеть в ней предтечу научной фантастики.
В романе «Александр Филиппович Македонский. Предки Калимероса» (1836) второй раз в истории русской литературы (после небольшого очерка Ф. В. Булгарина «Правдоподобные небылицы, или Странствование по свету в XXIX веке», 1824 год) был использован приём путешествия во времени. Роман был задуман как продолжение «Странника». Сюжетно вытекающий из него «Генерал Каломерос» (1840) можно отнести к жанру альтернативной истории. Его автор оправдывался перед Фёдором Кони:

Меня во всех журналах раскорили за Каломероса, в нём ничего не нашли, кроме мнимого Наполеона, тогда как я хотел представить только человека, которого служба людям лишила истинного счастья в жизни — друга по сердцу, любви, естественной каждому человеку.

Романы «Кощей Бессмертный. Былина старого времени» (1833), «Светославич, вражий питомец. Диво времён Красного Солнца Владимира» (1837) и особенно «Новый Емеля, или Превращения» (1845) поставили критиков в тупик с точки зрения определения жанра. С одной стороны, это было время моды на историческую прозу, когда вышли такие произведения, как «Юрий Милославский, или Русские в 1612 году» (1829) и «Аскольдова могила» (1833) M. H. Загоскина, «Последний новик» (1832) и «Ледяной дом» (1835) И. И. Лажечникова, «Тарас Бульба» (1835) Н. В. Гоголя, «Капитанская дочка» (1836) А. С. Пушкина. С другой стороны, как отмечали Н. А. Полевой и затем В. Г. Белинский, в произведениях Вельтмана историческое переплеталось со сказочным, поэтому правильнее сказать, что эти произведения открывают жанр исторического фэнтези. Характерно замечание А. П. Богданова, что подавляющая часть реалий того же «Светославича» имеет под собой твёрдую основу источников, как в разрезе исторических событий, так и относительно сказочной части романа. В. И. Калугин полагает, что данный жанр создан под влиянием творчества О. М. Сомова и «Вечеров на хуторе близ Диканьки» Н. В. Гоголя, а В. В. Сиповский видел в этом роль «Слова о полку Игореве». Сам писатель объяснял свой вкус влиянием денщика отца, башмачника «дядьки Бориса»:

Следить за резвым мальчиком и в то же время строчить и шить башмаки было бы невозможно; а потому, садясь за станок, он меня ловко привязывал к себе длинной сказкой, нисколько не соображая, что со временем из меня выйдет сказочник.

Скорее к традиционной исторической прозе можно отнести такие произведения, как роман «Лунатик. Случай» (1834), «Иоланда» (1837), «Ратибор Холмоградский» (1841), «Колумб» (1842), повесть «Райна, королевна болгарская» (1843), «Дочь Иппократа. Эллинское предание острова Коса» (1849). Рассказ «Иоланда», посвящённый истории тулузского церопластика (ваятеля из воска) XIV века Гюи Бертрана, ставит Вельтмана в ряд зачинателей детективного жанра и роднит с писавшим в то же время Эдгаром По. «Райна…», посвящённая болгарским походам князя Святослава, была издана Иоакимом Груевым на болгарском языке в 1866 году в Вене, Добри Войников на её основе поставил в Болгарии драму «Райна-княгиня», а выполненные художником Николаем Павловичем иллюстрации к «Райне…» (1860—1880) вошли в классику болгарского изобразительного искусства.
Всплеск интереса к поэзии в 1840-е годы привёл к появлению сказок в стихах, написанных по мотивам фольклора южных и западных славян: «Троян и Ангелица. Повесть, рассказанная Светлою Денницей Ясному месяцу» (1846), в 1858 году переведённая С. Изворским на болгарский язык, и «Златой и Бела. Чешская сказка» (1850).

#### Философия современности
В 1830-х годах интересы Вельтмана начали в целом переключаться на современные ему темы, что совпало по времени с рождением критического реализма. Не забыта сказка: в рассказе «Не дом, а игрушечка!» (1850) писатель рядом с литературными героями помещает реальных людей (П. В. Нащокина и А. С. Пушкина) совместно с двумя домовыми. Однако романы и повести «Неистовый Роланд» (1835), «Виргиния, или Поездка в Россию» (1837), «Ольга» (1837), «Сердце и Думка» (1838), «Приезжий из уезда, или Суматоха в столице» (1841), «Карьера» (1842), «Наём дачи» (1849), а главное — цикл из 5 романов «Приключения, почерпнутые из моря житейского» (экранизирован) (1848—1863) тяготели к формам социально-бытового романа, хотя и в неизменно особом авторском стиле. Начало метаморфозе положил сатирический «Неистовый Роланд», сюжет которого навеян той же командировкой П. П. Свиньина, которая год спустя вдохновила Гоголя на «Ревизора». Основополагающий мотив позднего Вельтмана: жизнь человеческая есть бесконечное блуждание средь волн моря житейского; а волны эти часто сбивают человека с пути, заносят неизвестно куда — к чужим берегам, чужим судьбам.
Вслед за Л. Н. Майковым традиционный взгляд на «Приключения…» гласил, что автор «изображал крайне неестественные, невероятные происшествия как вполне возможные в современной русской действительности». По мнению советских исследователей, Вельтман и здесь выступил родоначальником нового стиля, влияние которого на себя признавал П. И. Мельников-Печерский, а наиболее ярко стиль проявил себя в прозе Н. С. Лескова (Б. Я. Бухштаб) и Ф. М. Достоевского (З. С. Ефимова, В. Ф. Переверзев). Любопытно, что среди негатива профессиональной критики по поводу романа «Сердце и Думка» был опубликован одинокий восторженный отзыв читателя, которым оказался молодой Достоевский. Впоследствии Достоевский вместе с Майковым хотел издать последний роман из цикла «Приключений…», под названием «Последний в роде и безродный», но замысел не реализовался, роман не издан до сих пор.

### Научные работы
Вельтман оставил несколько интересных исторических исследований. Он первым высказал предположение, что Боян «Слова о полку Игореве» и Ян Вышатич — одно и тоже лицо. Гипотезу Вельтмана усовершенствовал украинский учёный М.-Л. А. Чепа, предложивший праздновать в 2016 году 1000-летие Бояна-Яня. В 1833 году вышли первый вариант его перевода «Слова о полку Игореве», сделанный для пушкинского «Современника», и историческое эссе «О Господине Новгороде Великом». На следующий год — основательное сочинение «Варяги», а в 1840 году «Древние славянские собственные имена». Вельтман публикует фундаментальные работы по русской истории «Достопамятности Московского Кремля» (1843), «Московская Оружейная палата» (1844), изучая в то же время историю и культуру Древней Индии и Скандинавии, государство готов, походы гуннов и монголов («Исследования о свевах, гуннах и монголах», 1856—1860; «Первобытное верование и буддизм», 1864; «Дон», 1866; «Днепровские пороги по Константину Багрянородному», 1868). Исследуя сложнейшие проблемы этногенеза евразийских народов, он изучает античные, византийские, арабские, древнеиндийские, средневековые немецкие и скандинавские сочинения, издает собственный комментарий к Тациту, перевод из «Махабхараты», переводит Яджурведу и «Прорицание вёльвы».
В книге «Аттила и Русь IV и V века. Свод исторических и народных преданий» (1858) подробно разбираются связанные с Аттилой средневековые исторические и литературные произведения. В том числе впервые в российской историографии исследуются «Тидрек-сага», «Нифлунга-сага», отдельно «Песнь о Нибелунгах» (Вельтман различал эти произведения) и Эдда.
В 1845 году был назначен членом комитета для издания «Древностей Российского государства», которые выходили под его редакцией и в которых текст 2, 3 и 5 отд. принадлежит ему. Оценка научного вклада Вельтмана неоднозначна. Историк А. П. Богданова писал:

При ретроспективном взгляде на фоне таких титанов «мифологической школы», как Ф. И. Буслаев, И. И. Срезневский, А. С. Афанасьев, А. А. Потебня и другие, размышления и выводы Вельтмана теряются; тускнеют.

Но, вернувшись к 1834 г., году работы над «Светославичем», мы обнаружим, что «Немецкая мифология» признанного основоположника «мифологической школы» Якоба Гримма <…> ещё только готовилась к печати! В этом году молодой Буслаев узнал на лекции М. П. Погодина, только что вернувшегося в Московский университет из заграничной поездки, что великий чешский славист П. И. Шафарик «готовит к печати свои Славянские древности {Slavanske Slarozitnosti вышли в 1835 г. в Праге.}, в которых он докажет всему миру, что не немцы, а славяне были старожилами и хозяевами всех тех областей, где потом очутились <…> немцы» {Буслаев Ф. И. Мои досуги. М., 1866, ч. 2, с. 254.}.

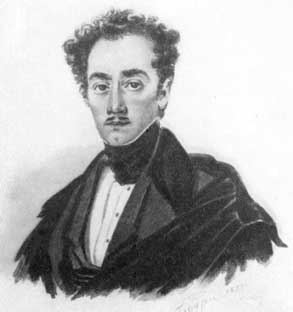
Акварель К.-Ф. П. Бодри, 1839 год
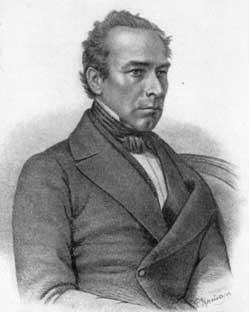
Литография Р. Крейгера, кон. 1850-х гг.
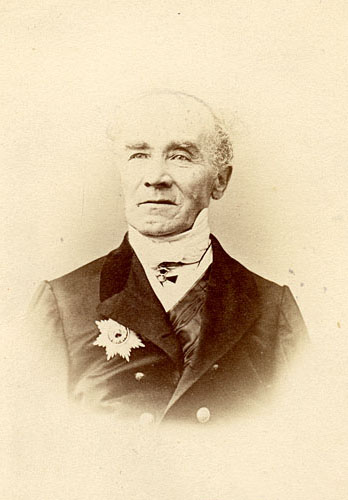
Портрет из словаря Брокгауза-Эфрона
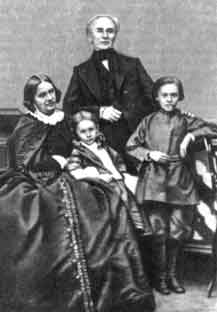
Со второй женой Е. И. Кубе и детьми

### Список произведений

#### Беллетристика
- Беглец. Повесть в стихах. — 1-е изд. — М.: Н. Глазунов, 1831. — VIII, 65 с.
  - 2-е изд.: Беглец. Повесть в стихах. — М.: В тип. А. Семёна, 1836. — 74 с.
- Странник: В 3 частях. — М.: Тип. С. Селивановского, 1831—1832.
- Муромские леса. Повесть в стихах. — М.: Тип. С. Селивановского, 1831. — 68 с.
- MMCDXLVIII год. Рукопись Мартына-Задека: В 3 кн. — М.: В тип. А. Семёна, 1833.
  - Книга первая. — V, 179 с.
  - Книга вторая. — 198 с.
  - Книга третья. — 204 с.
- Кощей Бессмертный. Былина старого времени: В 3 частях. — М.: Тип. А. Семена, 1833.
- Лунатик: Случай. — М.: В тип. Н. Степанова, 1834.
- Неистовый Роланд. — М., 1834.
- Эротида. — М., 1835.
- Предки Калимероса. Александр Филиппович Македонский: В 2 частях. — М.: В тип. Н. Степанова, 1836.
  - Часть I. — 272 с.
  - Часть II. — 198 с.
- Иоланда. — М., 1837.
- Светославич, вражий питомец. Диво времён Красного Солнца Владимира. — М., 1837.
- Виргиния, или Поездка в Россию: В 2 частях. — М.: Тип. С. Селивановского, 1837.
- Сердце и думка. Приключение: В 4 частях. — М.: В тип. Н. Степанова, 1838.
  - Часть первая. — 192 с.
  - Часть вторая. — 174 с.
  - Часть третья. — 177 с.
  - Часть четвёртая. — 173 с.
  - Вельтман А. В. Сердце и Думка. Подготовка текста, предисловие, комментарий В. А. Кошелев. А. В. Чернов. — М.: Советская Россия, 1986.
- Радой. — М., 1839.
- Костештские скалы. 1839.
- Генерал Каломерос: В 2 частях. — М.: В тип. Н. Степанова, 1840. — 181 с.
- Ратибор Холмоградский. — М.: В тип. Н. Степанова, 1841. — 231 с.
- Райна, королевна Болгарская. — М., 1843.
- Путевые впечатления и, между прочим, горшок герани. — М., 1843.
- Новый Емеля или Превращения. — М.: Тип. Н. Степанова, 1845.
  - Часть I. — 252 с.
  - Часть II. — 234 с.
  - Часть III. — 233 с.
  - Часть IV. — 251 с.
- Не дом, а игрушечка. — М., 1850.
- Приключения, почерпнутые из моря житейского
  - Саломея. — М., 1846—1848. — Т. I.
  - Баловень судьбы = Чудодей. — М.: В тип. А. Семёна, 1856. — Т. II.
    - Часть 1. — 417 с.
    - Часть 2. — 416 с.

  - Воспитанница Сара. — М.: В типографии Каткова и К, 1862. — Т. III. — 237 с.
  - Счастье несчастье: В 2 частях. — М.: В тип. А. Семёна, 1863. — Т. IV.
    - Часть I. — 371 с.
    - Часть II. — 308 с.

  - Последний в роде и безродный (Приёмыш). — Т. V.

#### Научные труды
- Начальныя основания арифметики. — 1-е изд. — М.: В тип. Решетникова, 1817.
- Начертание древней истории Бессарабии. С присовокуплением исторических выписок и карты. — 1-е изд. — М.: В тип. С. Селивановского, 1828. — XVI, 74 с.
- О Господине Новгороде Великом. С прил. вида Новгорода в 12 столетии и плана окрестностей. — 1-е изд. — М.: В тип. С. Селивановского, 1834. — 42 с.
- Начальное чтение для образующегося юношества. — 3-е изд. — М.: В тип. Н. Степанова, 1839. — С. 170, IV; 198, II.
- Портфель служебной деятельности М. В. Ломоносова. — В тип. Н. Степанова, 1840. — 85 с.
- Древние славянские собственные имена. — 1-е изд. — М.: В тип. Н. Степанова, 1840. — 19 с.
- Достопамятности Московского Кремля. — 1-е изд. — М.: В тип. Н. Степанова, 1843. — IV, 79 с.
- Московская оружейная палата. — 1-е изд. — М., 1844.
  - 2-е изд.: Московская оружейная палата. — М.: В тип. Бахметева, 1860. — 288 с.
- Описание нового императорского дворца в Кремле Московском. — 1-е изд. — М.: Тип. А. Семёна, 1851. — VI, 41 с.
- Исследования о свевах, гуннах и монголах. — 1-е изд. — М.: В Унив. Тип., 1856—1860.
  - Индо-Германы, или Сайване. Опыт свода и проверки сказаний о первобытных населенцах Германии (с приложением карты). — 1856. — Т. I. — VI, 171 с.
  - Аттила и Русь IV и V века. Свод исторических и народных преданий. — 1858. — Т. II. — IX, 219 с.
  - Маги и мидийские каганы XIII столетия. — 1860. — Т. III. — VIII, 72 с.
- Первобытное верование и буддизм. — М.: Унив. тип., 1864. — X, 115 с.
- Слово об ополчении Игоря Святославича, князя Новгород-Северского, на половцев, в 1185 году. — 2-е изд. — М.: В тип. Шуман и Глушкова, 1866. — XXIII, 80 с.
- Дон // Чтения в Императорском Обществе Истории и Древностей Российских при Московском университете : Повременное издание. — М.: В Унив. тип. (Катков и Ко), 1866. — № 2. Апрель—июнь.
  - I. Место ссылки Овидия Назона. — С. 1—61.
  - II. Митрополия Великой и Малой Руси на Дону, с IV до IX века. — С. 62—92.
- Днепровские пороги по Константину Багрянородному. — 1-е изд. — М.: В Унив. Тип., 1868. — 2, 14 с.